# Kamen Losanow Goranow
Kamen Losanow Goranow (bulgarisch Камен Лозанов Горанов; * 7. Juni 1948 in Klissura, Region Montana) ist ein ehemaliger bulgarischer Ringer.

## Werdegang
Kamen Losanow Goranow war ein bulgarischer Ringer, der zu Beginn der 1970er Jahre in den Siegerlisten von internationalen Turnieren auftauchte und ab 1973 von Bulgarien auch bei den internationalen Meisterschaften eingesetzt wurde. Er rang ausschließlich im griechisch-römischen Stil und immer im Schwergewicht, einer Gewichtsklasse, die damals bis 100 kg Körpergewicht reichte.
Sein Debüt bei einer internationalen Meisterschaft gab er bei der Europameisterschaft 1973 in Helsinki. Er belegte dort im Schwergewicht gleich einen hervorragenden 2. Platz und besiegte dabei u. a. den rumänischen Olympiasieger von 1972 Nicolae Martinescu und den starken Polen Andrzej Skrzydlewski. Im Endkampf verlor er gegen Nikolai Balboschin, den sowjetischen Super-Athleten jener Jahre, was gewiss keine Schande war. Auch bei der Weltmeisterschaft 1973 in Teheran war er am Start und gewann dort wieder über Nicolae Martinescu, Andrzej Skrzydlewski und den ehemaligen ungarischen Weltmeister Ferenc Kiss. Gegen Nikolai Balboschin hatte er im Finale wieder keine Chance und wurde damit Vize-Weltmeister.
Im Jahre 1974 gelang Kamen Losanow Goranow dann sein erster Titelgewinn. Er wurde in Madrid mit Siegen über Nicolae Martinescu, Tore Hem aus Norwegen und Fredi Albrecht aus der DDR Europameister. In den Kämpfen von ihm gegen Andrzej Skrzydlewski und gegen Nikolai Balboschin fielen keine Wertungen, so dass in beiden Kämpfen jeweils beide Ringer disqualifiziert wurden. In den Vorkämpfen hatte aber Kamen Losanow die wenigsten Fehlerpunkte eingesammelt, so dass er diese Meisterschaft vor Nikolai Balboschin gewann. Bei der Weltmeisterschaft 1974 in Kattowitz besiegte er u. a. Andrzej Skrzydlewski, József Farkas aus Ungarn u. Nicolae Martinescu und rang gegen Fredi Albrecht unentschieden. Gegen Nikolai Balboschin verlor er aber dieses Mal wieder und kam damit auf den 2. Platz.
Ein großer Sieg gelang Kamen Losanow Goranow bei der Weltmeisterschaft 1975 in Minsk, denn er brachte dort das Kunststück fertig, nach Siegen über Bahram Moshtagi aus dem Irak, Fredi Albrecht u. Andrzej Skrzydlewski auch Nikolai Balboschin nach Punkten zu besiegen. Zwar verlor er seinen letzten Kampf gegen Nicolae Martinescu, den er eigentlich immer besiegt hatte, aber da dieser gegen Balboschin verloren hatte, war diese Niederlage bedeutungslos. Kamen Losanow wurde vor Nikolai Balboschin Weltmeister.
Bei der Europameisterschaft 1976 in Leningrad enttäuschte Kamen Losanow, denn er belegte dort nach Niederlagen gegen Nikolai Balboschin und überraschenderweise gegen Tore Hem aus Norwegen nur den 4. Platz im Schwergewicht und blieb damit bei einer internationalen Meisterschaft erstmals ohne Medaille. Bei den Olympischen Spielen 1976 in Montreal war er aber wieder in besserer Form und besiegte dort Heinz Schäfer aus der Bundesrepublik Deutschland sowie seine alten Konkurrenten Nicolae Martinescu, Tore Hem und Andrzej Skrzydlewski. Erst gegen Nikolai Balboschin musste er wieder eine Niederlage hinnehmen, gewann damit aber die olympische Silbermedaille.
Nach diesen Olympischen Spielen beendete er seine internationale Ringerkarriere.

## Internationale Erfolge
| Jahr | Platz  | Wettbewerb                               | Gewichtsklasse | |
| 1970 | 3.     | Turnier in Split                         | Schwer         | hinter Nicolae Martinescu, Rumänien u. Jerkovic, Jugoslawien |
| 1971 | 3.     | "Werner-Seelenbinder"-Turnier in Berlin  | Schwer         | hinter Jürgen Klinge u. Fredi Albrecht, bde. DDR |
| 1972 | 2.     | Göteborg-Cup                             | Schwer         | hinter K. Johansson, Schweden, vor Markku Virtanen, Finnland |
| 1973 | 1.     | "Pytlasinski"-Turnier in Warschau        | Schwer         | vor Nikolai Botew, Bulgarien u. Andrzej Skrzydlewski, Polen |
| 1973 | 2.     | EM in Helsinki                           | Schwer         | mit Siegen über Aslan Aslan, Türkei, Nicolae Martinescu u. Andrzej Skrzydlewski u. einer Niederlage gegen Nikolai Balboschin, UdSSR                                                               |
| 1973 | 2.     | WM in Teheran                            | Schwer         | mit Siegen über Bahram Moshtagi, Irak, Ferenc Kiss, Ungarn, Andrzej Skrzydlewski u. Nicolae Martinescu u. einer Niederlage gegen Nikolai Balboschin                                               |
| 1974 | 4.     | Klippan-Turnier                          | Schwer         | hinter Nikolai Balboschin, Zolow, Bulgarien u. Fredi Albrecht |
| 1974 | 1.     | "Nikola-Petrow"-Rurnier in Pleven        | Schwer         | vor Michail Saladse, UdSSR u. Ewgeni Artjuchin, UdSSR |
| 1974 | 1.     | EM in Madrid                             | Schwer         | mit Siegen über Nicolae Martinescu, Tore Hem, Norwegen u. Fredi Albrecht, gegen Nikolai Balboschin und Andrzej Skrzydlewski jeweils Disqualifikation beider Ringer                                |
| 1974 | 2.     | WM in Kattowitz                          | Schwer         | mit Siegen über Yasunori Akiyama, Japan, Andrzej Skrzydlewski, József Farkas, Ungarn u. Nicolae Martinescu, einem Unentschieden gegen Fredi Albrecht u. einer Niederlage gegen Nikolai Balboschin |
| 1975 | 1.     | Großer Preis der BRD in Aschaffenburg    | Schwer         | vor Privoslap Ilic, Jugoslawien u. Sven-Erik Studsgaard, Dänemark |
| 1975 | 2.     | "Werner-Seelenbinder"-Turnier in Leipzig | Schwer         | hinter Nikolai Botew, Bulgarien, vor Horst Vogelsang, DDR |
| 1975 | 1.     | WM in Minsk                              | Schwer         | mit Siegen über Bahram Moshtagi, Irak, Fredi Albrecht, Nikolai Balboschin u. Andrzej Skrzydlewski u. trotz einer Niederlage gegen Nicolae Martinescu                                              |
| 1976 | 4.     | EM in Leningrad                          | Schwer         | mit Siegen über Sinan Özcelik, Türkei, Nicolae Martinescu u. József Farkas, Ungarn u. Niederlagen gegen Nikolai Balboschin u. Tore Hem                                                            |
| 1976 | Silber | OS in Montreal                           | Schwer         | mit Siegen über Heinz Schäfer, BRD, Tore Hem, Nicolae Martinescu u. Andrzej Skrzydlewski u. einer Niederlage gegen Nikolai Balboschin                                                             |